# 路易吉·穆索
路易吉·穆索（義大利語：Luigi Musso，1924年7月28日—1958年7月6日）是一名意大利的赛车手。他于1955年加入法拉利车队，并与队友迈克·霍索恩和彼得·柯林斯成为激烈的竞争对手。
在其一级方程式赛车生涯中，穆索赢得过1场大奖赛，7次登上领奖台，总积分为44分。
穆索代表法拉利车队在兰斯举办的1958年法国大奖赛中受到致命伤。他在追击领跑比赛的队友迈克·霍索恩时冲出赛道，赛车撞到沟里并翻滚了起来。头部严重受伤的穆索被空运至医院，并在当天去世。